# Eupithecia albicans
Eupithecia albicans är en fjärilsart som beskrevs av András Vojnits 1981. Eupithecia albicans ingår i släktet Eupithecia och familjen mätare. Inga underarter finns listade i Catalogue of Life.